# Sensui
Sensui, o Censui, según Joan Coromines, es una entidad de población del término municipal de Salás de Pallars, al norte de la villa. Pertenece a la provincia de Lérida. 
En 2007 tenía cuatro habitantes en una sola familia, que se encarga de una granja de cerdos. El resto del pueblo está abandonado y en ruinas, sólo se conserva en pie, del pueblo viejo y la iglesia.
El pueblo se encuentra situado a 2,3 km al norte, en línea recta, de Salás de Pallars, y es accesible por una carretera local asfaltada que los une en menos de cuatro kilómetros de recorrido. Es la carretera que también conduce a Rivert y, a través de un desvío, a Santa Engracia.

## Etimología
Según Joan Coromines (op. cit.), Censui procede de una forma bascoide: çintçur-be (bajo la garganta), en alusión al curso, del desfiladero del torrente de Censui. Como se ve, Coromines se decanta por la grafía del nombre del pueblo con C-.

## Historia
Había tenido ayuntamiento propio entre 1812 y febrero de 1843. Fue creado a raíz del despliegue de la Constitución de Cádiz, y suprimido y agregado a Salás de Pallars en febrero de 1843 por no llegar a los 30 vecinos (cabezas de familia) necesarios para poder mantener el ayuntamiento propio, según las leyes municipales promulgadas ese año.
El pueblo está mencionado desde el año 994, al igual que Salás de Pallars, y en 1553 tenía 18 fuegos (unos 90 habitantes). Sin embargo, a lo largo de la historia nunca ha pasado de una veintena de habitantes. En 1960 aún había 12 habitantes, que en 1970 habían desaparecido del pueblo y se encontraba oficialmente era despoblado. En la actualidad vuelve a tener 4 habitantes.

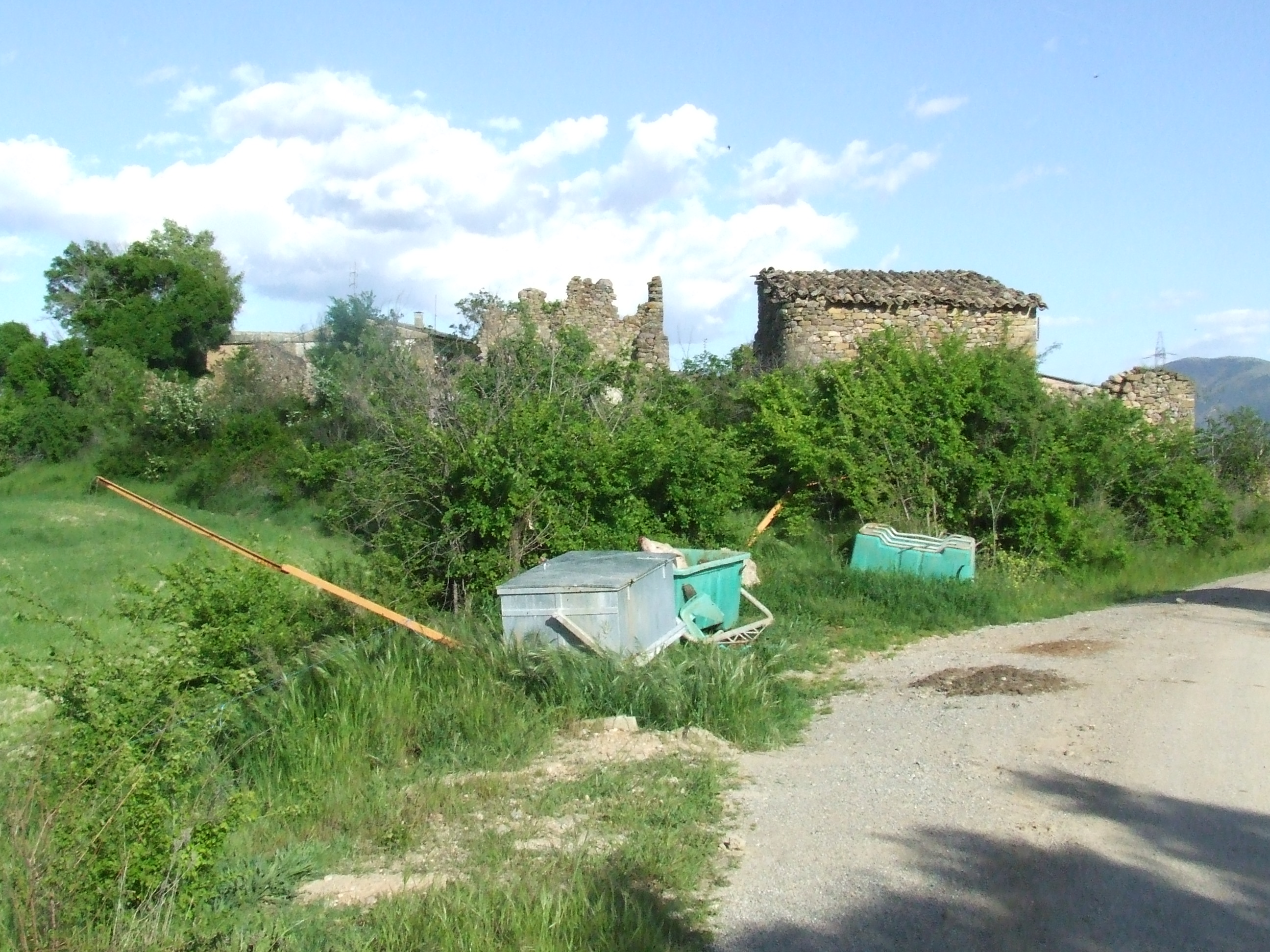
Ruinas del actual pueblo de Sensui.

Había pertenecido al monasterio de San Ginés de Bellera, y luego, como todo el patrimonio de este monasterio, pasó a de Santa María de Lavaix.
Pascual Madoz habla de Centuy o Censuy en su Diccionario geográfico ... de 1845. Dice que está:

en un lugar alto, perfectamente ventilado y con clima saludable. Tenía 4 casas de un solo piso y aspecto miserable, y una capilla con un cementerio pequeño. El terreno es áspero, roto y, en general, montañoso y de mala calidad. Hay 56 jornales de tierra de cultivo. No tiene bosques con árboles para madera de construcción, pero sí para sacar leña. Se producía trigo, aceite y poco vino, y malo. La principal cosecha es de aceite. Hay ovejas y cabras, dos parejas de bueyes para arar y 5 asnos. Formaban su población 3 vecinos (cabezas de familia) y 16 almas (habitantes).

Preside el antiguo núcleo de Sensui su iglesia, románica, dedicada a Santa Bárbara.